# Operazione Manta
L'operazione Manta è stata un'operazione militare francese che si è svolta in Ciad tra il 1983 e il 1984, nel quadro del conflitto libico-ciadiano.

## Prodromi
Il 21 giugno 1983, le forze coalizzate del GUNT (Gouvernement d'Union nationale de transition), che precedevano consistenti unità delle forze armate della Jamahiriyya arabo-libica, attraversarono la frontiera ciadiana e si inoltrarono nel deserto. Il loro obiettivo era N'Djamena, capitale di uno Stato squassato da un ventennio di guerra civile.
L'operazione Manta inizia il 10 agosto 1983, con l'invio di 314 paracadutisti francese a N'Djamena, su richiesta del Presidente Hissène Habré, dopo l'intervento delle forze libiche a fianco dei partigiani di Goukouni Oueddei nel settentrione del Ciad. Il loro obiettivo era quello d'impedire quell'ingerenza armata libica.
L'operazione portò alla divisione in due parti del Ciad, all'altezza del 16º parallelo, col fine di separare i belligeranti ciadiani e libici. L'8º reggimento di paracadutisti di fanteria di marina intervennero da ogni lato del 16º parallelo per fronteggiare il Governo provvisorio d'unione nazionale.
Cinquanta giorni più tardi, dopo che la Francia e gli USA cominciarono a garantire un sostegno logistico l'esercito di Hissène Habré, una compagnia di paracadutisti di fanteria di marina attraversò a sua volta la frontiera. Ufficialmente per istruire le forze armate nazionali ciadiane, troppo esigue e troppo male armate per bloccare l'invasore.
Questo contenuto contingente si trasformò in due mesi in un raggruppamento di circa 3 000 uomini, appoggiati da una ventina di elicotteri da combattimento e da una trentina di velivoli dell'aeronautica e dell'aviazione di marina, rafforzati da elementi di assistenza operativa della Repubblica Centrafricana, dove s'era insediata la base arretrata.
La forza d'intervento "Manta", la più importante che la Francia avesse inviato oltremare dall'epoca della guerra d'Algeria, mise in opera un importante dispositivo dissuasivo al quale finora le forze contrapposte hanno evitato accuratamente di contrapporsi: truppe di marina francesi, dei reggimenti d'artiglieria della marina, Legionari, paracadutisti che si accompagnavano a specialisti provenienti da una decina di reggimenti.
L'operazione sarà seguita dall'operazione Épervier, che durerà fino all'agosto del 2014, prima d'integrarsi all'operazione Barkhane, tuttora in corso.
Con 158 militari francesi morti, di cui 93 tra il 1968 e il 2011, il Ciad è, al pari del Libano, il paese che ha fatto registrare il più alto numero di caduti dal 1963 alle forze armate francesi.